# Port lotniczy Chost
Port lotniczy Chost (IATA: KHT, ICAO: OAKS) – port lotniczy położony w miejscowości Chost, w Afganistanie.

## Linie lotnicze i połączenia
| Linia Lotnicza         | Kierunek  |
| ---------------------- | --------- |
| Ariana Afghan Airlines | 1. Al-Ajn |